# Colossendeis peloria
Colossendeis peloria är en havsspindelart som beskrevs av Child, C.A. 1994. Colossendeis peloria ingår i släktet Colossendeis och familjen Colossendeidae. Inga underarter finns listade i Catalogue of Life.